# Roc del Tabal
El Roc del Tabal és una muntanya de 1.306 metres que es troba al municipi de Camprodon, a la comarca catalana del Ripollès.